# Баумгартен, Александр Карлович
Александр Карлович Баумгартен (нем. Alexander Joseph von Baumgarten; 1815—1883) — русский военачальник, генерал-адъютант (17.04.1874), генерал от инфантерии (16.04.1878), герой покорения Кавказа, Венгерской кампании 1849 года и Крымской войны.

## Биография
Родился 19 (31) марта 1815 года в семье костромского губернатора Карла Ивановича (1768−1831) и происходил от древней фамилии ливонских рыцарей Баумгартен  (нем.)).
Воспитывался в Пажеском корпусе, откуда в 1833 году был выпущен в лейб-гвардии Измайловский полк.
В 1836 году поступил в Военную академию, по окончании курса в которой в числе лучших, в 1838 году был зачислен в Генеральный штаб, на Кавказ.
Здесь, состоя при начальнике войск левого фланга Кавказской линии генерале А. В. Галафееве, участвовал во многих делах экспедиции и получил за отличие орден орден Святой Анны 4-й степени с надписью «За храбрость».
В 1840 году был возвращён в Санкт-Петербург и назначен дивизионным квартирмейстером 3-й гвардейской пехотной дивизии; в 1844 году был уже в чине капитана и в 1847 году определен старшим адъютантом штаба главнокомандующего гвардейским и гренадерским корпусами. Венгерская кампания снова привлекла Баумгартена в действующую армию — в чине полковника Черниговского пехотного полка.
18 октября 1849 году он был назначен командиром Тобольского пехотного полка и отличился с ним в сражениях у деревни Перед, на правом берегу реки Ваг, под Комарно и при Темешваре. В Крымскую войну 1853—1856 гг. Баумгартен действовал со своим полком в пределах Малой Валахии и прославился геройским отражением 18 тыс. турок у деревни Четати. За отличие в различных делах Баумгартен был произведён 7 января 1854 года в генерал-майоры и получил 20 апреля того же года орден Святого Георгия 3-й степени № 480:
В воздаяние примерного мужества и храбрости, оказанных в чине полковника и в звании командира Тобольскаго пехотного полка, в деле с турками 25-го Декабря 1853 года, при селении Четати, где, будучи расположен с отрядом, состоявшем из 3 баталионов Тобольскаго полка, 6 орудий легкой №1 батареи 10 артиллерийской бригады, 1 эскадрона Александрийского гусарскаго генерал-фельдмаршала князя Варшавскаго графа Паскевича-Эриванскаго полка, 1 сотни Донского казачьяго № 38 полка, был окружен неприятелем в числе свыше 18 тысяч человек при 24 орудиях и, когда не видя средств удержать за собою с. Четати, по малочисленности отряда и обширности селения, выходя из онаго заметил, что избранная позиция за сим селением была уже занята неприятельской кавалерией, которая, выдвинув 6 конных орудий, открыла огонь, ударил в штыки с находящимися при нем 3 баталионом. Наступление было произведено с такой решительностию и быстротой, что неприятель потерял 2 орудия, взятыя нашими войсками с бою
Вскоре он был назначен командиром 1-й бригады 10-й пехотной дивизии, вошедшей в состав Севастопольского гарнизона.
После окончания Крымской войны Баумгартен был зачислен по военно-учебному ведомству, a 21 ноября 1858 года назначен начальником Николаевской академии генерального штаба и немало поработал, за трёхлетнее пребывание в этой должности, над коренным преобразованием академии.
23 апреля 1861 года, за отличие по службе, он был произведён в генерал-лейтенанты и зачислен членом в Военный совет, где с 5 ноября 1872 года состоял председателем Главного госпитального и членом Главного военно-учебного комитетов. 17 апреля 1874 года, в связи с 50-летием службы, был пожалован в генерал-адъютанты, а 16 апреля 1878 года получил чин генерала от инфантерии. Также был председателем общества «Красного Креста». Признанием его больших заслуг стало награждение орденом Белого орла в 1868 году и орденом Святого Александра Невского в 1871 году.
С 6 июня 1850 года был женат на Катарине-Софии-Августе Людвиговне Эрхардт (1832—1916). У них было восемь детей.
Умер от апоплексического удара, в ночь с 3 на 4 мая 1883 года. Похоронен на Никольском кладбище Александро-Невской лавры.

## Награды
Российские:
- Орден Святой Анны 4-й степени (14.02.1841)
- Орден Святой Анны 3-й степени (23.12.1845)
- Орден Святого Владимира 4-й степени с бантом (08.08.1849)
- Орден Святой Анны 2-й степени (20.08.1849)
- Императорская корона к ордену Святой Анны 2-й степени (31.10.1849)
- Орден Святого Владимира 3-й степени (02.12.1851)
- Орден Святого Георгия 3-й степени (20.04.1854)
- Орден Святого Станислава 1-й степени (1855)
- Орден Святой Анны 1-й степени (1863)
- Орден Святого Владимира 2-й степени (1865)
- Орден Белого орла (1868)
- Орден Святого Александра Невского (28.03.1871)

Иностранные:
- Австрийский орден Железной короны 2-го класса (1849)
- Прусский орден Красного орла 1-го класса (1869)
- Австрийский орден Леопольда 1-го класса (1874)
- Сербский орден Таковского креста (1879)